# Jack Burke Jr.
John Joseph Burke Jr. (* 29. Januar 1923; † 19. Januar 2024) war ein US-amerikanischer Profigolfer der 1950er und 1960er Jahre. Während seiner Spielerkarriere gewann Burke 17 Titel auf der PGA Tour, insbesondere das Masters und die PGA Championship. Burke gewann außerdem die Vardon Trophy 1952, trat in fünf Ryder-Cup-Teams an und war mehrfach Kapitän dieses Teams. Im Jahr 2000 wurde er in die World Golf Hall of Fame aufgenommen. Im Jahr 2004 erhielt er den Bob Jones Award.

## Karriere
Burke wurde in Fort Worth, Texas, geboren und begann im Alter von sieben Jahren Golf zu spielen unter der Anleitung seines Vaters Jack Burke Sr., der ebenso Golfprofi war. Der jüngere Burke machte 1940 seinen Abschluss an der St. Thomas High School in Houston. Von 1942 bis 1946 diente er im US Marine Corps und war auf der Marine Corps Air Station Miramar stationiert, wo er Marines, die in den Zweiten Weltkrieg zogen, Kampftechniken beibrachte.
Nach dem Krieg nahm er eine Stelle als Golflehrer im Hollywood Golf Club in New Jersey an. Anfang der 50er Jahre verbesserte sich sein Spiel jedoch zunehmend und es gelang ihm im Jahr 1956 das Masters und die PGA Championship zu gewinnen. Am Höhepunkt seiner Karriere im Jahr 1957 gründeten Burke und sein Kollege Jimmy Demaret gemeinsam den Champions Golf Club in Houston. Gemeinsam errichteten sie zwei Plätze – Cypress Creek und Jackrabbit. Die Errichtung eines bedeutenden Golfplatzes bedeutete für Burke eine hohe Anerkennung. Er vertrat zunehmend die Golfelite und wurde als Kapitän für den Ryder Cup zwischen 1957 und 1959 gewählt. Seine Auffassung vom Golfspiel war dermaßen elitär, dass nur Spieler mit einstelligem Handicap Zugang zum Champions Golf Club erhielten. Dort machte Burke sich als Kenner und Golf-Guru einen Namen, der von vielen Tourspielern besucht wurde, um sie zu unterrichten.
Burke starb im Alter von 100 Jahren.